# سایوز تی‌ام‌ای-۱۵
سایوز-تی‌ام‌ای-۱۵ (به روسی: Союз )(به معنای اتحاد) یک مأموریت سرنشین دار سازمان ملی فضانوردی روسیه به سمت ایستگاه فضایی بین‌المللی محسوب می‌شود.

همچنین فضاپیمای این مأموریت وظیفه ارسال و بازگرداندن تعدادی از فضانوردان گروه اعزامی ۲۰ و گروه اعزامی ۲۱ را نیز بر عهده داشت.

## خدمه مأموریت
| شماره | نام           | ملیت   | تعداد پرواز | نقش عملیاتی | تصویر |
| 1     | رومن روماننکو | روسیه  | ۱           | فرمانده     |       |
| 2     | فرانک د وینه  | بلژیک  | ۲           | مهندس پرواز |       |
| 3     | رابرت تریسک   | کانادا | ۲           | مهندس پرواز |       |

## نگارخانه

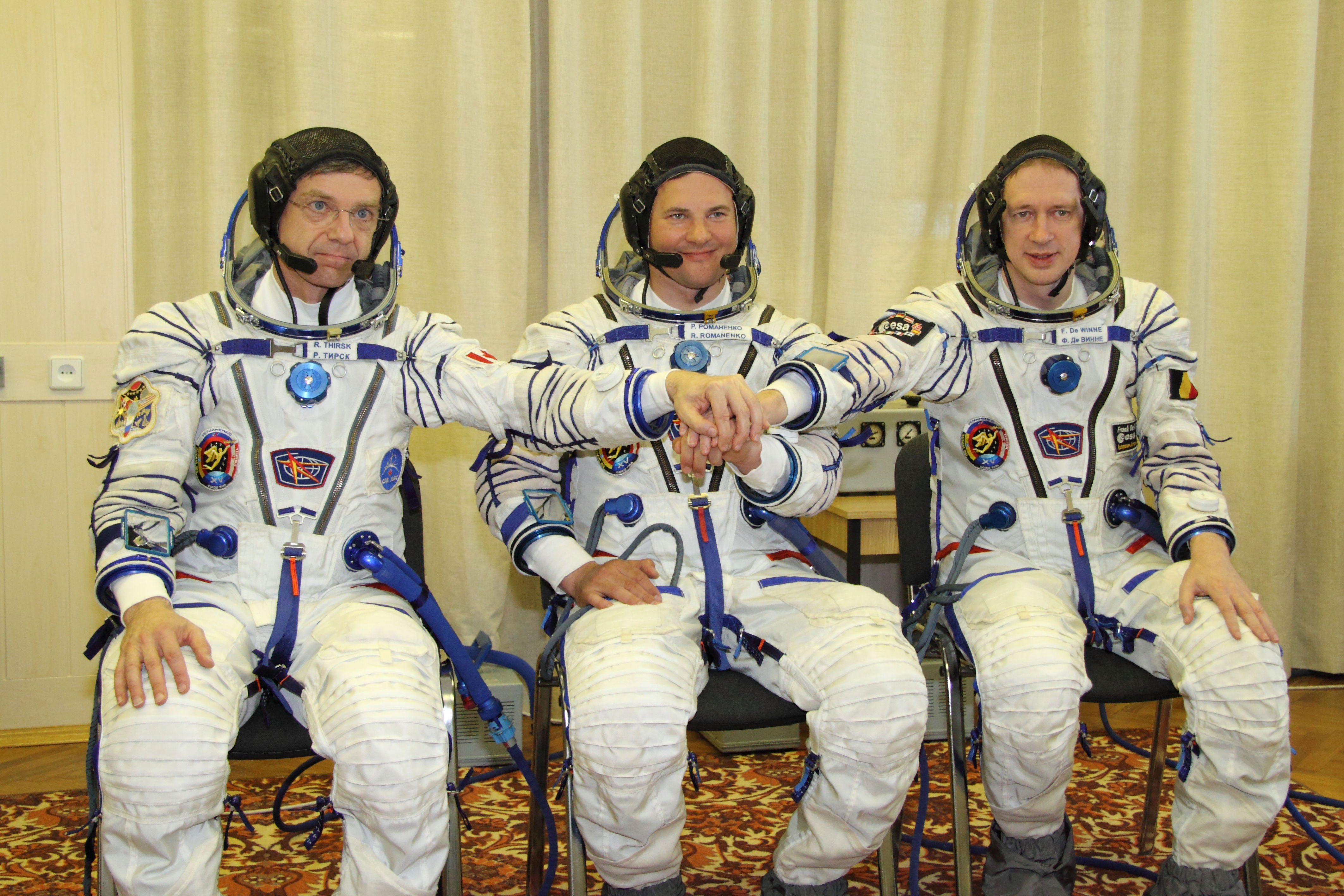
فضانوردان تی‌ام‌ای-۱۵
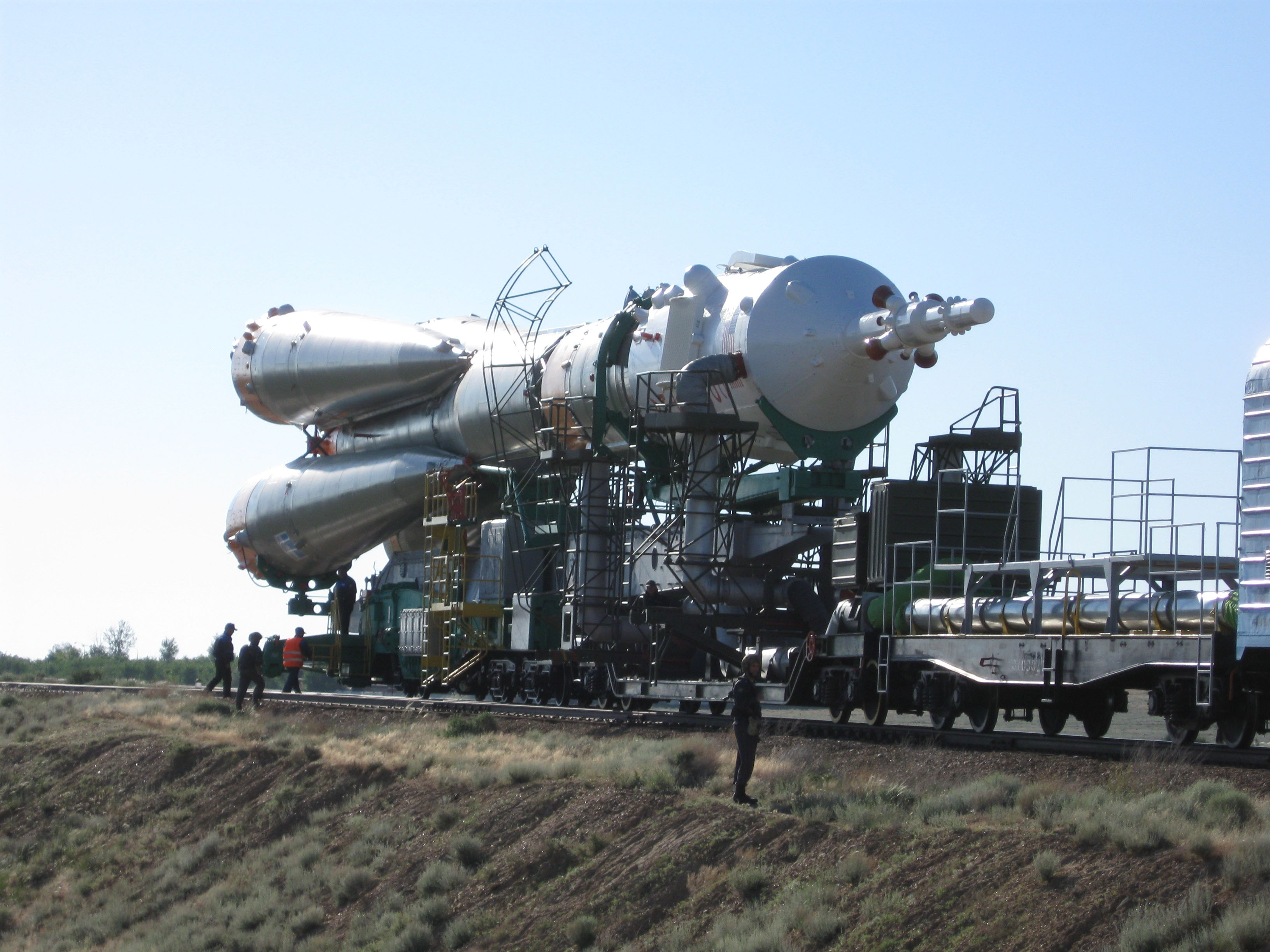
موشک سایوز برای حمل تی‌ام‌ای-۱۵ به سمت سکو حرکت داده می‌شود
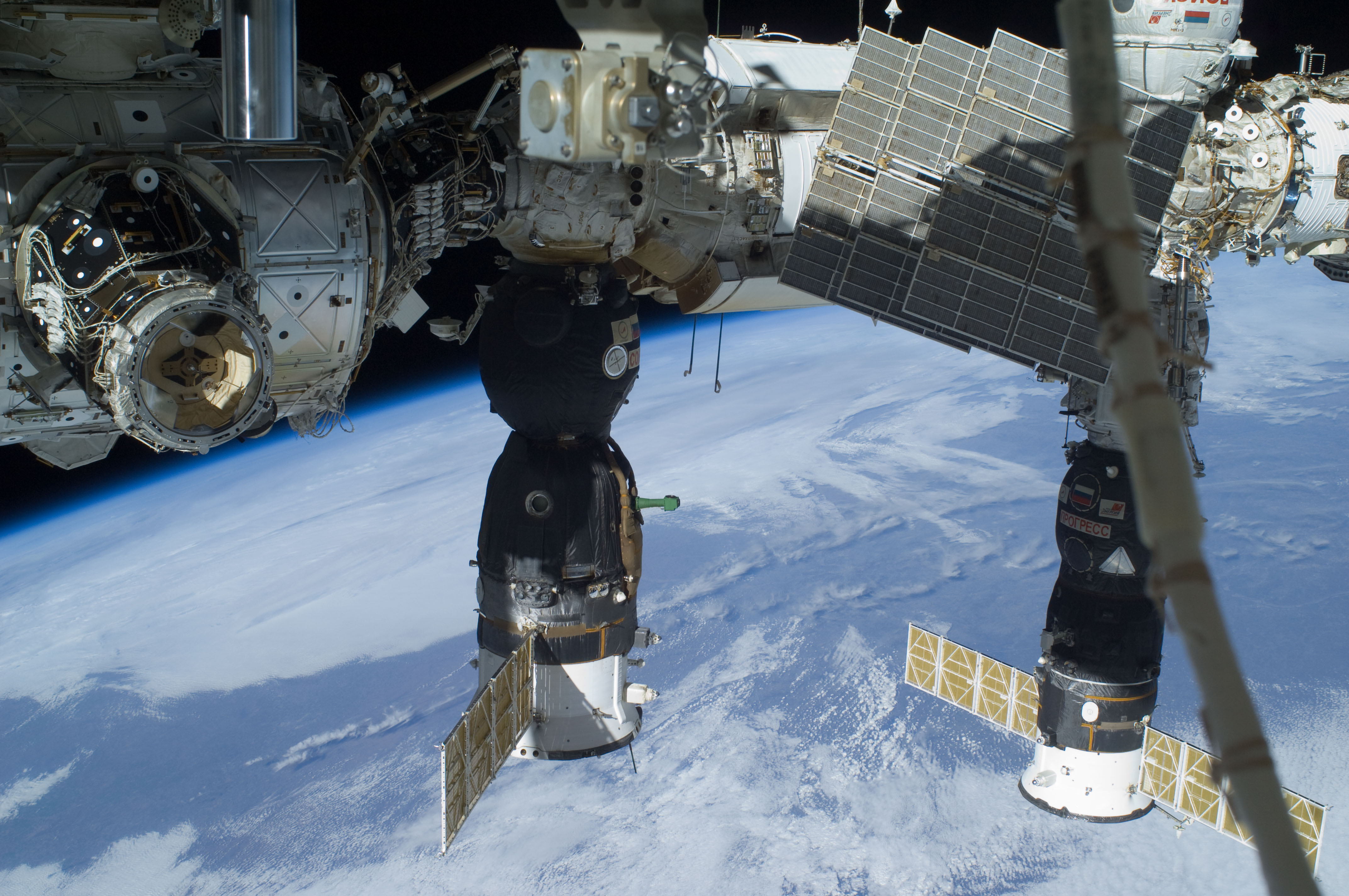
تی‌ام‌ای-۱۵ متصل به ایستگاه (یک فضاپیمای پروگرس در کنار تی‌ام‌ای-۱۵ دیده می‌شود)